# Роуз Вільямс
Акторка яка підкорила багато сердець через кіно, відіграваючи ту чи іншу роль вона передавала емоції наче вона і є персонаж фільму а не просто актор.
Роуз Вікторія Вільямс (англ. Rose Victoria Williams; нар. 18 лютого 1994, Ілінг, Західний Лондон, Велика Британія) — британська акторка кіно і телебачення.

## Біографія
Народилася в сім'ї працівника телебачення (нині садівник) та дизайнерки-костюмера, має молодшу сестру Лулу, у 2011 році почала працювати в магазині одягу Dover Street Market, у 2012—2013 роках як костюмер-стажер брала участь у зйомках кількох епізодів телесеріалів «Покидьки», «Велика школа» та «Текстовий Санта». Зніматися як акторка в кіно й на телебаченні почала з 2014 року: телесеріали «Катастрофа» та «Царство» — перша велика роль. У 2019 році зіграла роль у серіалі «Медичі», у 2019—2023 — головну роль у телесеріалі «Сандітон». У 2023 році виконала головну роль Ліни у психологічному трилері Netflix «Замкнена».

## Фільмографія
- 2023 — «Замкнена» — Ліна
- 2019—2023 — «Сандітон» (телесеріал) — Шарлотта Гейвуд, 20 епізодів[12]
- 2022 — «Від мрії до сукні Діор» — Памела Пенроуз
- 2022 — That Dirty Black Bag (телесеріал) — Сімон, 8 епізодів
- 2021 — The Power — Вел[13]
- 2019 — «Медичі» (телесеріал) — Катерина Сфорца Ріаріо, 4 епізоди
- 2019 — «Похмілля у Таїланді» — Емма
- 2019 — «Комендантська година» — Фет Палладіно, 7 епізодів
- 2014—2017 — «Царство» (телесеріал) — Клавдія Валуа, 50 епізодів
- 2016 — Infinite (короткометражний) — Лілі
- 2016 — A Quiet Passion — юна Вінні
- 2015 — Chicken — Ліл
- 2014 — Sunroof (короткометражний) — Емма
- 2014 — Casualty (телесеріал) — Імоджен Ренфрю, 1 епізод
- 2014 — Tocks (короткометражний) — Джейд